# Reis d'Orient
Els Reis de l'Orient, Reis d'Orient, Reis Mags o simplement els Reis o els Reixos (en alguns parlars del català occidental) són, segons el Nou Testament, uns mags (o savis, depenent de la traducció) que van portar presents a Jesús, guiats per un estel. Aquests presents van ser or, encens i mirra.
L'Església catòlica celebra la solemnitat dels Reis, anomenada epifania, el 6 de gener. A la vigília, el dia 5, és tradició que arribin a les poblacions a dur joguines, llaminadures i més obsequis a la mainada. Al segle xxi els Reis són rebuts en les cavalcades, una tradició relativament recent: la primera va ser a Alcoi el 1885 i en el Principat, a Igualada el 1895. En algunes poblacions, són rebuts amb llum de torxes i fanalets, un vestigi d'un costum antic, quan els infants sortien al bosc, a la platja i en alguns altres verals a fer senyals de llum i mostraven el camí als Reis perquè no es perdessin.

## Història

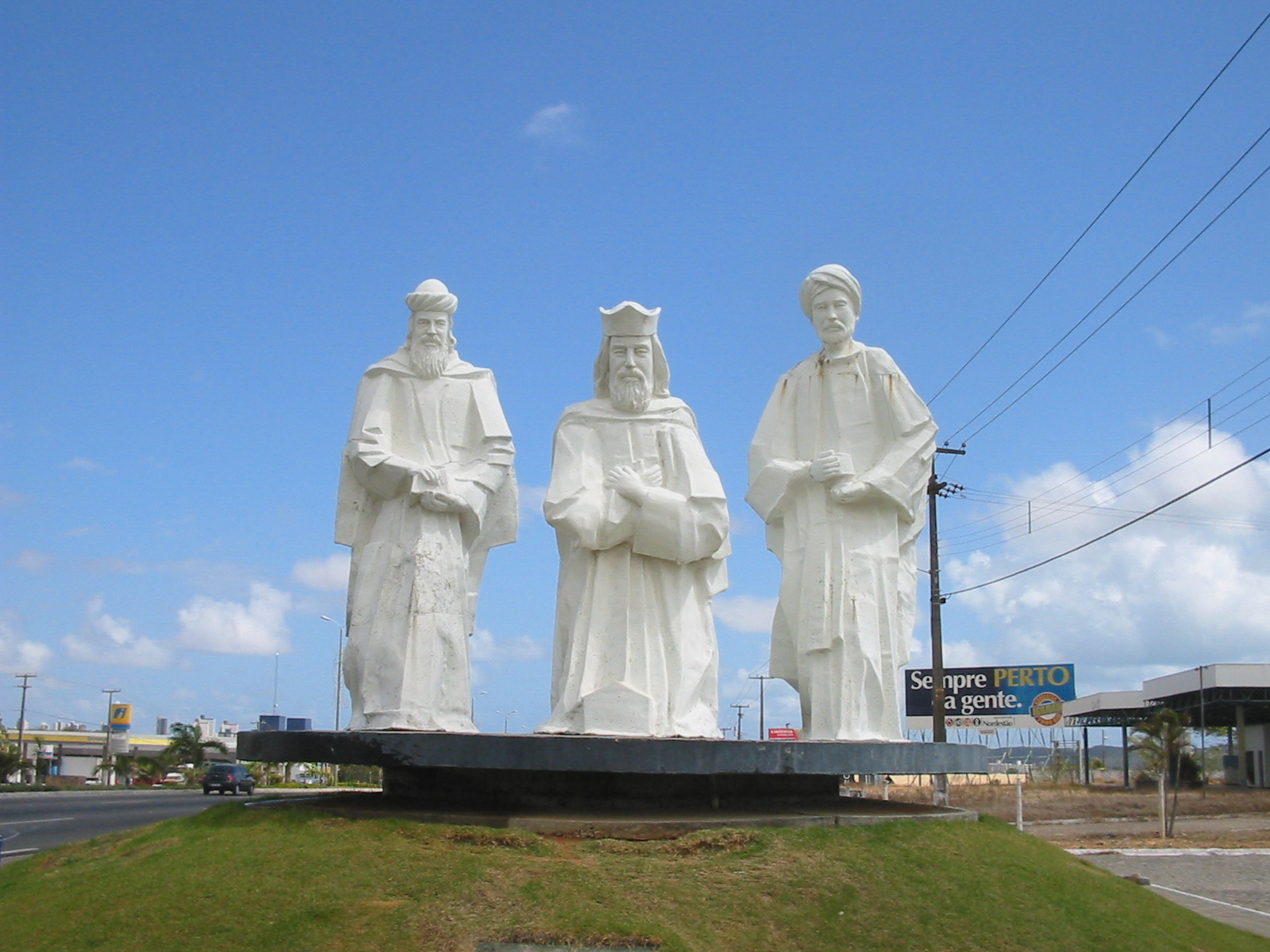
Monument als Reis d'Orient a Natal (Brasil.)

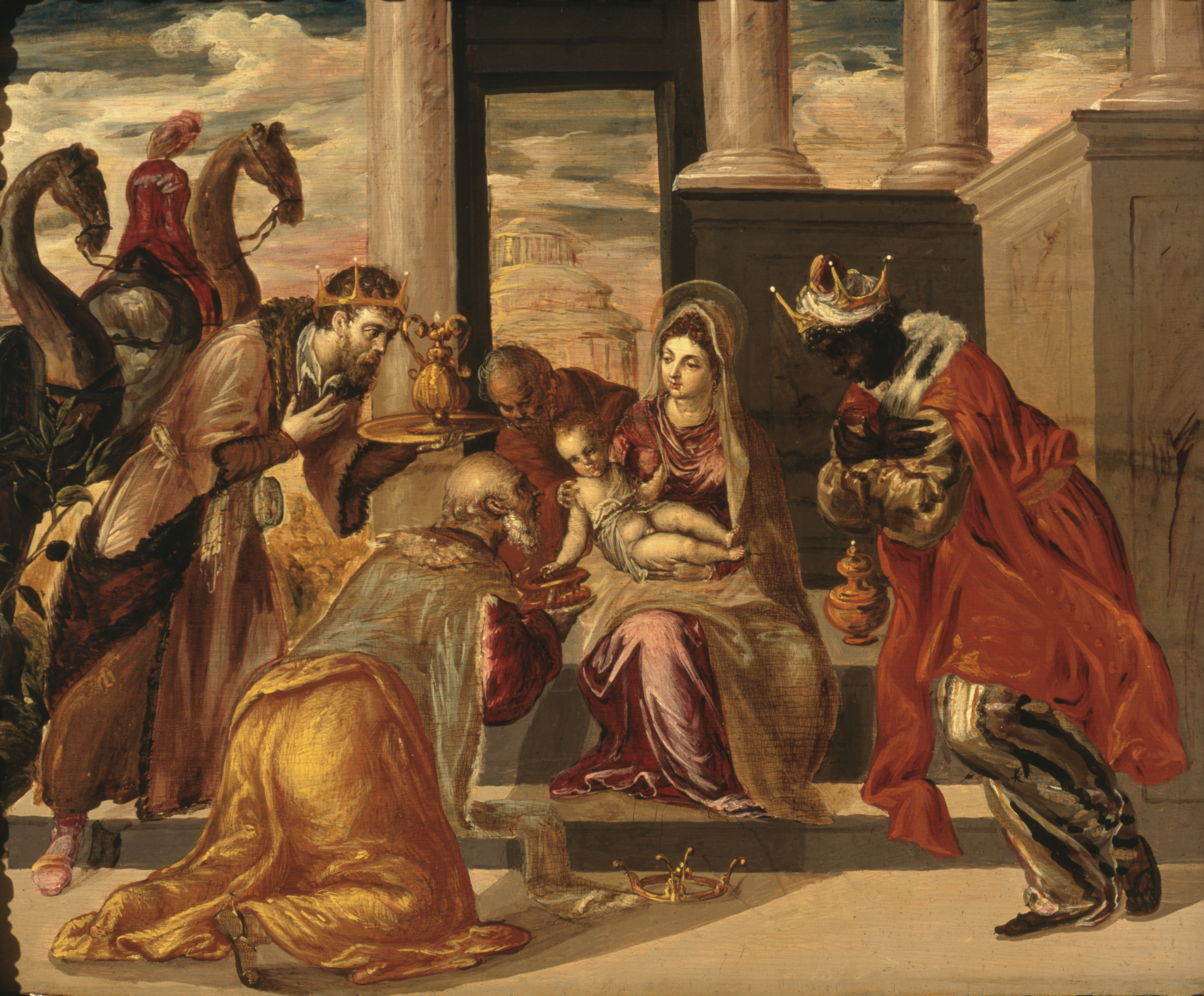
Adoració dels Reis d'El Greco, 1568, Museu Soumaya, Ciutat de Mèxic.

### Evangeli de Mateu
L'Evangeli segons Mateu és l'únic relat bíblic que recull l'arribada d'uns mags que seguien un estel per a trobar un nen que havia de convertir-se en el Messies. Com que l'original de l'evangeli va ser escrit probablement en arameu, la traducció al grec del mot «mag» és confusa i pot tenir diversos significats i matisos. Per exemple, pot traduir-se per savi, home de ciència, bruixot, matemàtic, etc. El terme grec μάγος (magos) no era usat únicament per a referir-se als bruixots, ja que també identifica a homes savis o, més específicament, homes de ciència. Els reis posseïen coneixement de les Escriptures Hebrees. És possible que aquests mags pertanyessin a la religió zoroastra. Heròdot diu que els mags eren de la casta sagrada a l'Imperi Mede, i el seu cap era el Rab-Mag (cap dels mags), però amb la caiguda del poder d'Assíria i de Babilònia, el zoroastrisme va mantenir la seva influència religiosa a través de l'Imperi Part.
Aquest text tampoc no esmenta quants mags o savis hi havia i encara menys com es deien. Només ens indica dos elements simbòlics remarcables. En primer lloc, que provenien de l'orient, d'on surt el sol, és a dir, que portaven la llum. En segon lloc, que duien obsequis per a honorar-lo: or, encens i mirra. L'or, com a ofrena a qui té el poder a la terra, és a dir, a un home; l'encens, que s'enlaira, com a referència a la condició divina de l'honorat; i finalment la mirra, un producte aromàtic que es fa servir per a embalsamar, i que recorda, doncs, la condició mortal del Messies. En la iconografia religiosa i popular van prendre les formes actuals i la tradició va acabar fixant-los fins i tot un nom a cadascun.
Les referències als mags són:
| «                              | Després d'haver nascut Jesús a Bet-Lèhem de Judea, en temps del rei Herodes, uns mags vinguts d'orient arribaren a Jerusalem, i preguntaren: «On és el rei dels jueus que ha nascut? Hem vist a l'orient el seu estel, i hem vingut a fer-li homenatge». Quan el rei Herodes ho va saber, es contorbà, i amb ell tot Jerusalem. Va reunir, doncs, tots els grans sacerdots i els escribes del poble, i els demanava on havia de néixer el Messies. Ells li digueren: «A Bet-Lèhem de la Judea, perquè així ho ha escrit el profeta: I tu, Bet-Lèhem, terra de Judà, no ets el més petit dels clans de Judà; és de tu que sortirà un cabdill que pasturarà el meu poble d'Israel». Llavors Herodes, d'amagat, cridà els mags, es va informar ben bé per ells del temps de l'aparició de l'estrella i, tot adreçant-los cap a Bet-Lèhem, els digué: «Aneu, i informeu-vos ben bé de l'infant i, quan l'haureu trobat, feu-m'ho saber perquè jo també vagi a fer-li homenatge». Ells, després d'escoltar el rei, sortiren, i l'estrella que havien vist a l'orient els anava al davant fins que s'aturà al damunt d'on era l'infant. En veure l'estrella, van tenir una gran alegria. Entraren a l'establia, veieren el nen amb Maria, la seva mare, i, prosternant-se, li van fer homenatge; després obriren els seus tresors i li van oferir presents: or, encens i mirra. I, avisats en un somni que no tornessin cap a Herodes, se'n tornaren per un altre camí a la seva terra. | » |
| — Evangeli segons Mateu 2,1-12 | |   |

### Altres fonts

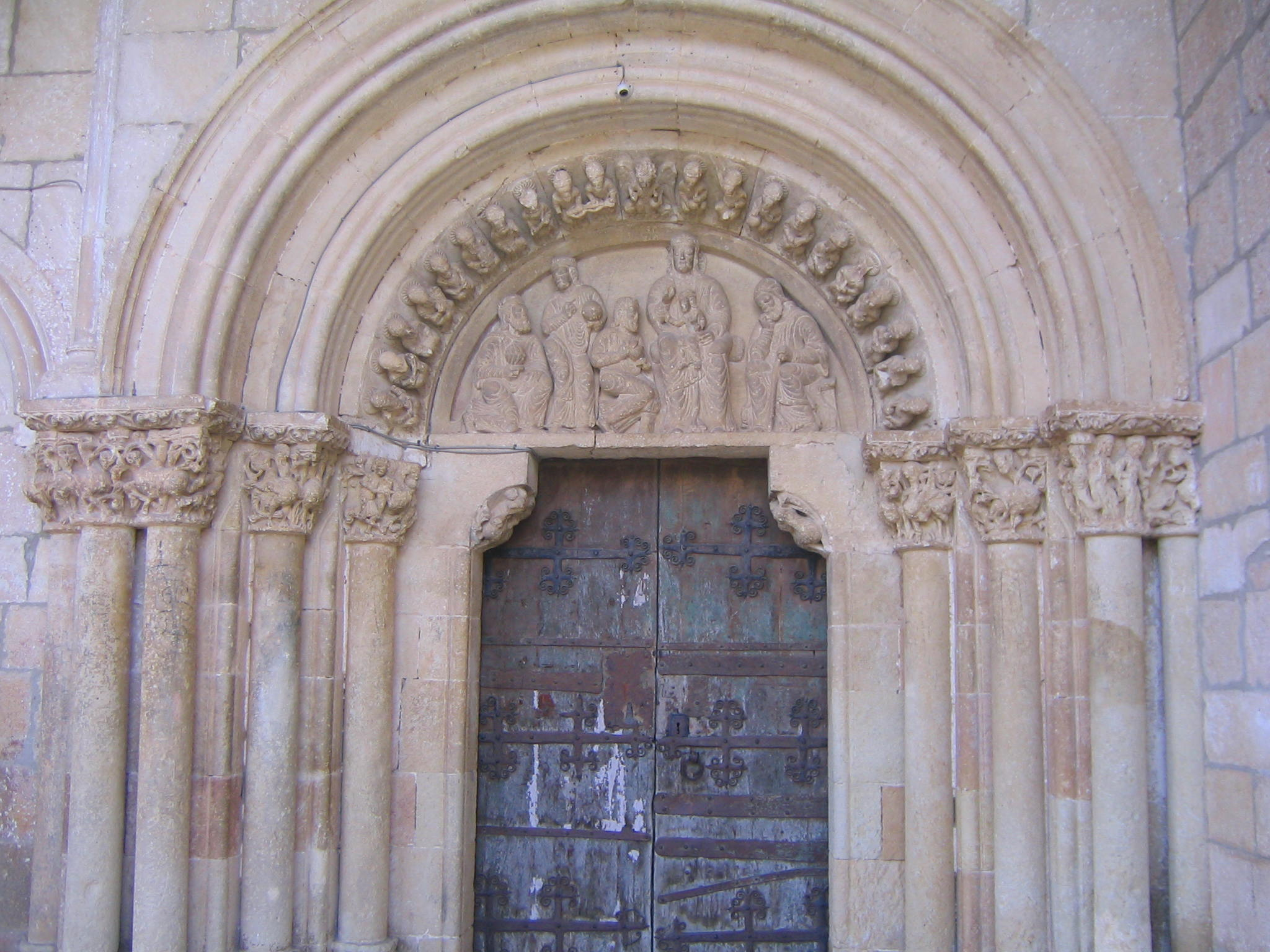
Timpà romànic a Ahedo de Butrón, Los Altos (Burgos), amb l'Adoració dels Reis.

En l'evangeli apòcrif de Tomàs es diu que tenien algun vincle familiar, i també que van venir amb 3 legions de soldats: una de Pèrsia, una de Babilònia i una altra d'Àsia. Aquests tres llocs eren en aquells temps indrets de gran reconeixement per la seva cultura.
Beda, al segle viii en la Expositio in Evangelium S. Matthaei deia que un era asiàtic, l'altre africà, i l'altre, europeu, i a Collectanea et Flores va descriure les tradicions que establien el significat místic dels reis i de les seves vestidures i aspecte, descrivint Melcior, que duia or com ofrena, era un ancià amb cabells i barba llarga, la túnica d'un color violeta, un parell de sabates blaves i blanques. El segon, Gaspar, que duia encens com ofrena, era un noi imberbe, ros, amb una capa amb un color vermell i un parell de sabates violeta, i el tercer, Baltasar, que duia mirra com ofrena, negre amb barba, amb un abric vermell i blanc.
| «                                           | Mystice autem tres magi tres partes mundi significant, Asiam, Africam, Europam, sive humanum gestum genus, quod a filiis Noe seminarium sumpsit. | » |
| — Beda, Expositio in Evangelium S. Matthaei | |   |

| «                                        | Magi sunt qui munera Domino dederunt: primus fuisse dicitur Melchior, senex et canus, barba prolixa et capillis, tunica hyacinthina, sagoque mileno, et calceamentis hyacinthino et albo mixto opere, pro mitrario variae compositionis indutus; aurum obtulit regi Domino. Secundum, nomine Caspar, juvenis imberbis, rubicundus, mylenica tunica, sago rubeo, calceamentis hyacinthinis vestitus; thure quasi Deo oblatione digna, Deum honorabat. Tertius, fuscus, integre barbatus, Balthasar nomine, habens tunicam rubeam, albo vario, calceamentis inimicis amicus, per mirraham filium hominis moriturum professus est. Omnia autem vestimenta eorum Syriaca sunt. | » |
| — Beda, Collectanea et Flores, XCIV, 541 | |   |

### Evolució
Al segle iv va fixar-se el nombre de reis: tres, per analogia amb els presents. Més tard, els donaren el nom de Melcior, Gaspar i Baltasar. El primer testimoni onomàstic el trobem en sant Apol·linar el Nou, en uns mosaics de Ravenna. Melcior és representat com un home d'edat amb barba i cabells llargs i blancs; Gaspar és un home madur de barba i cabellera rosses; i finalment Baltasar és el rei negre, incorporat a aquesta tradició al segle xiv i totalment assumit al segle xvi. Hi ha qui veu en aquesta iconografia les diverses parts del món conegudes i hi ha qui creu que representa les edats de l'home.
A les esglésies orientals els reis tenen diversos noms, però a Occident els noms es van assentar del segle viii ençà en llatí: Caspar, Melchior, Balthasar, i en català com a Melcior (o Melcion), Gaspar i Baltasar, derivats d'una crònica manuscrita grega d'Alexandria del segle v, traduïda el 1606 al llatí com a Excerpta Latina Barbari.
| « | In his diebus sub Augusto kalendas Ianuarias magi obtulerunt ei mundera et adoraverunt eum: magi autem vocabantur Bithisarea Melchior Gathaspa.(Al temps del regnat d'August, l'u de gener els mags li portaren dons i l'adoraren. Els noms dels mags eren Bithisarea, Melichior i Gathaspa) | » |

Gaspar apareix en altres fonts com a Jaspar, i a l'evangeli apòcrif de Tomàs, porta el nom de Gondophares o Gudapharasa, d'on vindria Gaspar. Aquest Gonfophares hauria estat un rei indo-part.
Els cristians siríacs anomenen els reis Larvandad, Gushnasaph, Hormisdas, noms d'origen persa. L'església etiòpica els anomena Hor, Karsudan i Basanater; els armenis, Kagpha, Badadakharida i Badadilma.

## Nit de Reis

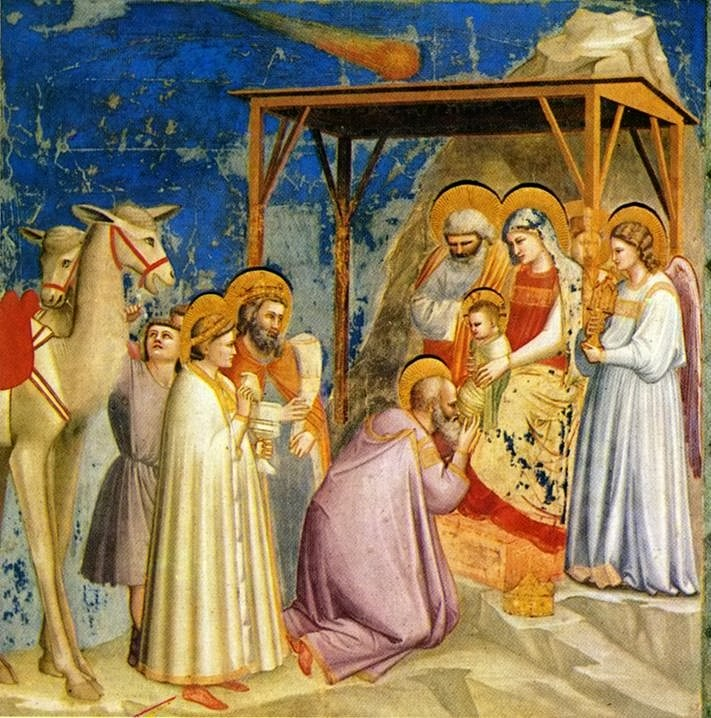
Adoració dels Reis, de Giotto.

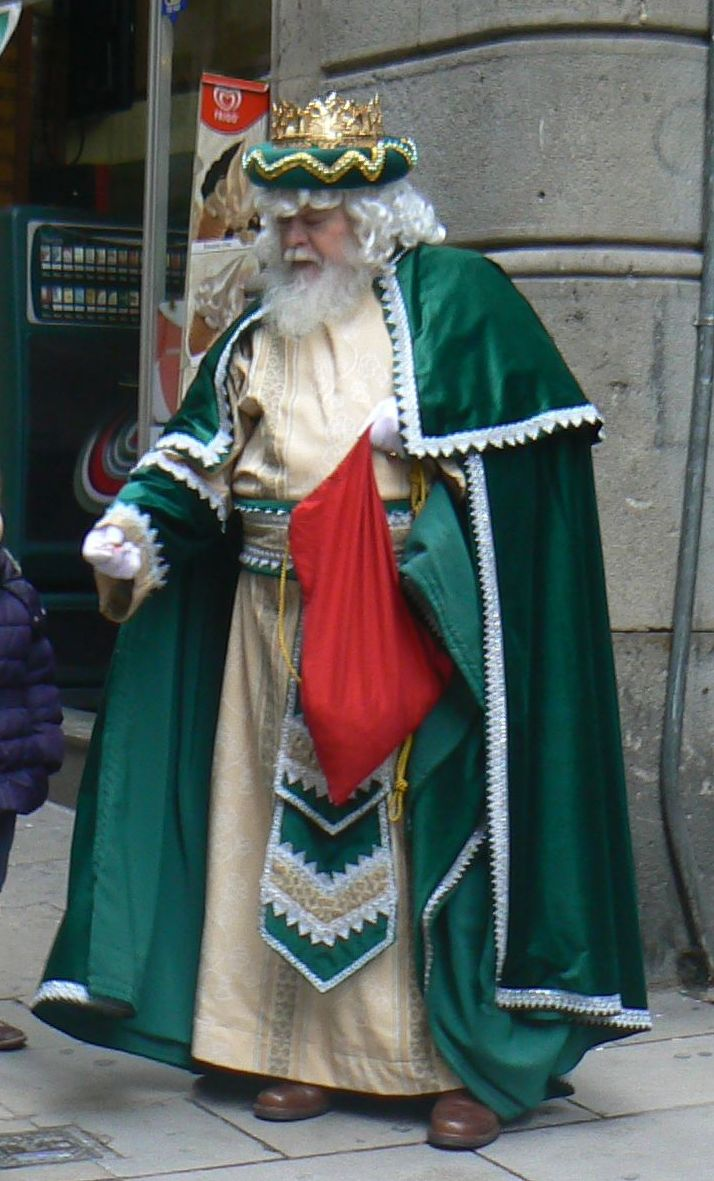
Rei Melcior repartint caramels.

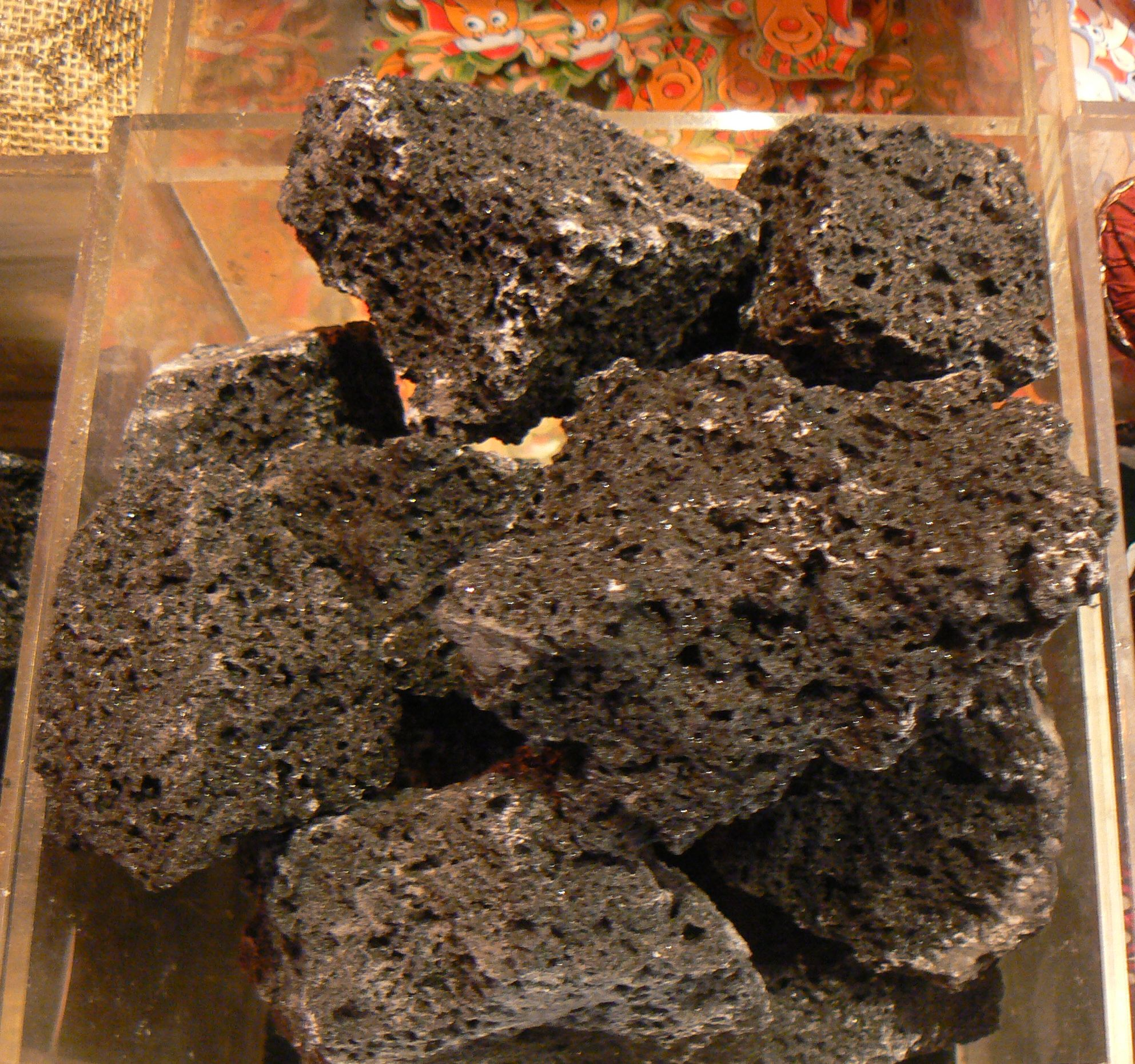
Els reis poden portar carbó de sucre als nens.

L'església catòlica celebra la festivitat del Dia de Reis el dia 6 de gener. La Nit de Reis se celebra a la península Ibèrica, a Itàlia, a Baviera i en altres països d'Europa i Amèrica del 5 al 6 de gener de cada any. Durant els dies previs, els nens i nenes escriuen la carta als Reis Melcior, Gaspar i Baltasar tot demanant allò que desitgen, es comporten una mica millor que els dies anteriors (per tal que els Reis satisfacin els seus desitjos) i es preparen emocionalment per a l'arribada dels Reis. Es tracta d'una festa cristiana que té el seu origen en el Naixement de Jesús a Betlem. Segons aquesta tradició, el nen Jesús de Natzaret va rebre la visita de tres savis, que seguint l'estel d'Orient li van fer present or, encens i mirra.
El rei Melcior està representat de pell clara, perquè ve d'un país on la gent tenia la pell d'aquesta color. És el rei amb l'aspecte més vell, amb la barba i els cabells totalment blancs. Per la seva banda, el rei Gaspar hom el representa de pell clara i té els cabells castanys, perquè ve d'un país on la gent és així. Com Melcior va vestit segons l'estil gòtic. Tradicionalment a Alcoi el rei negre és Gaspar. Finalment, el rei Baltasar es representa de pell negra i va vestit segons l'estil dels àrabs, perquè ve d'un país on la gent és així. En les icones antigues no apareix com a negre, ja que era sinònim de no cristià i no es concebia un rei infidel.

### Cavalcades

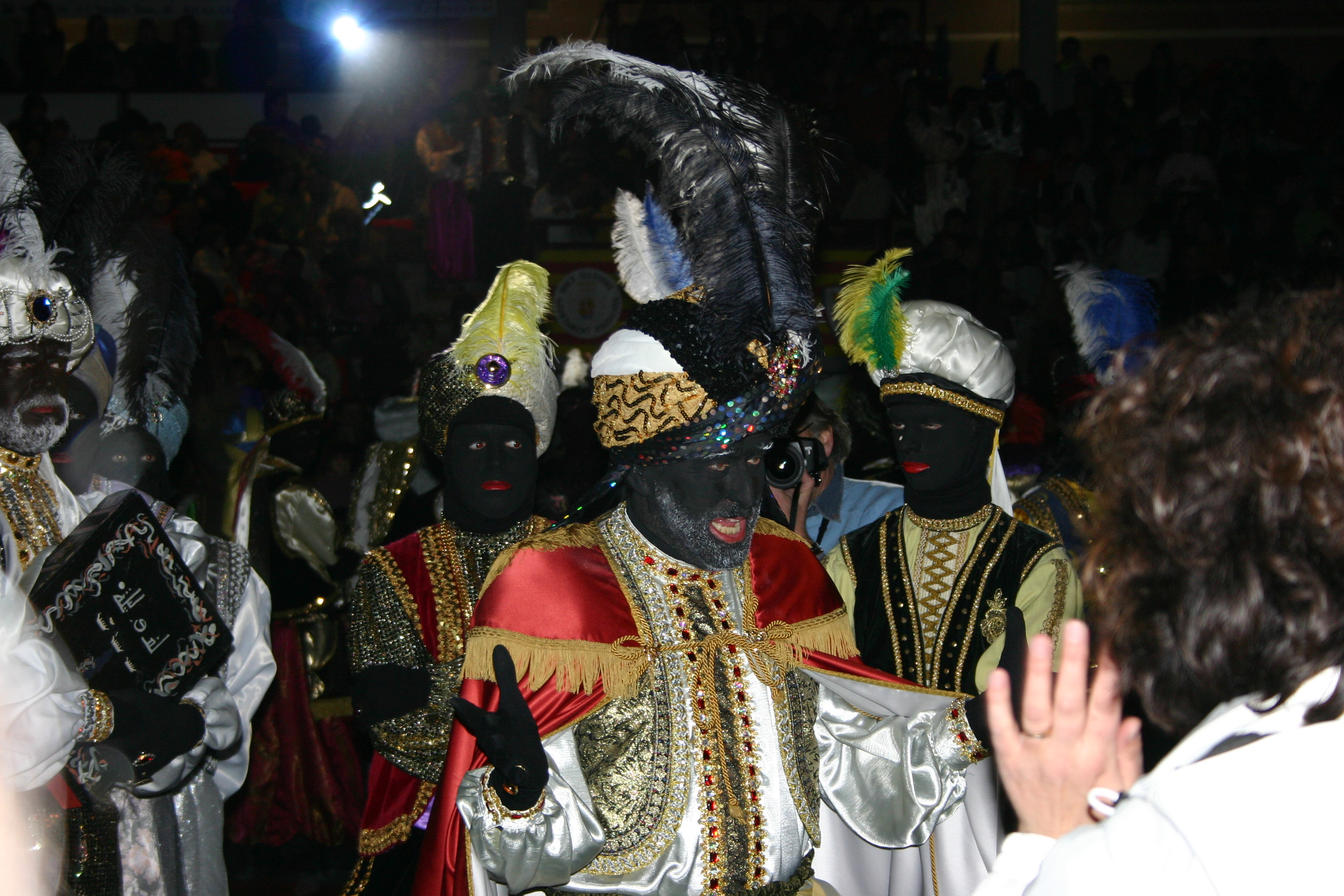
L'arribada del Patge Faruk a Igualada.

Segons la zona hom diu que els reis tenen diferents patges que els ajuden.
- Al Barcelonès l'emissari dels reis és el patge Gregori[15] amb la patgessa Estel.[16]
- A la Catalunya Nord i l'Alt Empordà l'emissari dels reis és en Fumera.[15]
- A Cornellà de Llobregat (Baix Llobregat) l'emissari dels reis és el Mag Maginet[15] o el patge Shelim ajudat pels seus companys Xiormel, Pargas i Sartabal.
- A Igualada[15] i alguns altres llocs de l'Anoia, al Bages i a Mallorca l'emissari dels reis és el patge Faruk.[17]
- A Sant Martí de Tous, l'emissari és el Patge Alí-Huck, acompanyat dels seus germans Alí-Key i Alí-Jan.
- A Terrassa l'emissari dels reis és el patge Xiu-Xiu[15] (Hassim Jezzabel per al rei Gaspar, rei al que serveix).
- Al Vallès Oriental l'emissari dels reis és el patge Xumet, tots els nens i les nenes poden donar-li el seu xumet.
- A l'Urgell i la Segarra l'emissari dels reis és el patge Karim.
- Al Segrià l'emissari dels reis és el Camarlenc reial.
- Al Berguedà l'emissari dels reis és el patge Hassan.
- A Vilanova i la Geltrú l'emissari dels reis és el patge Eliseu.
- A l'Alt Penedès l'emissari dels reis és el patge Raimon.
- Al Pla de l'Estany el carter reial és el patge Sesillu.[17]
- A Osona L'emissari dels reis és en Pepet de la fumera
- Al Vendrell l'Emissari de S.M. els Reis d'Orient és Artabà - Cap de la Casa Reial
- A Martorell (Baix Llobregat Nord) els emissaris dels Reis d'Orient són el Patge Viu-Viu i la Fada Estel
- A Deltebre (Baix Ebre, Tarragona) l'emissari dels reis és el patge Melgabal.
- A Gelida (Alt Penedès) l'emissari dels Reis és el patge Ali Bei, també conegut com a patge de la Ràdio.
- A Molins de Rei (Baix Llobregat) l'emissari dels Reis és el Patge Amelí.
- A Manresa el príncep Assuan arriba amb una desfilada uns dies abans de reis per recollir les cartes dels nens.[18][19]

La Cavalcada dels Reis d'Alcoi és la més antiga del món, documentada el 1866. És molt vistosa i està reconeguda com a festa d'interès turístic nacional. Els reis i els patges desfilen per la població, repartint els presents als infants directament pujant a les cases pels balcons mitjançant escales de fusta.
La Cavalcada de Reis d'Igualada és la segona més antiga de l'Estat Espanyol, amb referències del seu inici l'any 1895. Es caracteritza per l'espectacular desfilada de la comitiva el dia 5 de gener a la tarda, formada per les carrosses dels tres Reis d'Orient i més de 500 patges a darrere, curosament vestits i tots negres, els quals utilitzen escales de fusta per pujar als balcons dels domicilis i reparteixen els presents per tota la ciutat, lliurant-los directament als nens i nenes. Ha estat declarada Festa Popular d'Interès Cultural per la Generalitat de Catalunya.
També a Sant Antoni de Calonge i a Vila-seca els patges es reparteixen en tres grups, segons el rei que acompanyen, i reparteixen presents per tot el poble directament a la mainada gairebé tota la nit.
Al Vendrell, des del 1978 també es reparteixen les joguines a totes les llars fins ben entrada la matinada. Ho fan possible els tres Reis, ajudats dels Missatgers Reials, els Secretaris Reials, Artabà Cap de la Casa reial i setanta patges que els donen suport.

## Patges, carters reials, criats i espietes
Els Reis de l'Orient fan l'entrada triomfal a tots els pobles, viles i ciutats. De vegades, hi arriben per terra, amb vehicles de tota mena o enfilats damunt els animals més variats. En alguns llocs, hi arriben des de l'aire: helicòpters, avionetes o globus aerostàtics fan el fet. I, finalment, també poden arribar per mar: vaixells antics o de luxe, barques pesqueres i llanxes els atansen als ports. Quan tothom els ha rebuts amb la solemnitat que els escau, comença la feinada de visitar les llars una per una, per a portar els presents a tota la gent... Sempre que hàgim fet prou bondat; altrament, els reis ens passaran carbó.
Portar un registre exhaustiu i acurat de les nostres malifetes per a valorar de manera encertada si ens mereixem els presents és una tasca difícil. Una tasca que ultrapassa la capacitat de Melcior, Gaspar i Baltasar, que ja tenen prou maldecaps. Han de menester ajudants que, per dir-ho clar i català, els facin la feina: són els patges, els carters reials, els criats i els espietes que es passen tot l'any vigilant què fem i què no fem.
De patges, criats, carters i espietes n'hi ha a desdir, la plantilla és llarga. De tota aquesta plantilla tècnica, n'hi ha que han arribat a tenir un renom considerable i la gent els coneix pel nom. No és estrany, el fet de tornar any rere any a la mateixa població els fa molt i molt coneguts. A Barcelona per exemple, el patge Amadeu o el criat Gregori –aquest darrer, amb un bigoti llarg i molsut– són els encarregats d'organitzar i coordinar el servei d'intel·ligència dels Reis. Fa relativament pocs anys s'ha incorporat al servei de la demarcació barcelonina la patgessa Estel, la primera dona que coneixem en aquesta feina de suport a l'arribada dels Reis. Però n'hi ha molts més. Sigui quin sigui el vostre patge, carter, o espieta esperem que els Reis us passin moltes coses, i si ens porten un mica de carbó… no ens hi amoïnem: l'any vinent ja farem més bondat.

## Art
Des de l'antiguitat, el tema dels Reis ha estat motiu de representació per artistes, pintors i escultors i també en la literatura. Han estat retratats habitualment en nombre de tres, altres vegades, quatre, i, excepcionalment, en nombre de dos. És un tema abundantment tractat durant la història. Fins a finals del segle xiv no es va començar a representar un dels reis de color negre, i només a partir del segle xvi va ser quan es va generalitzar aquesta forma de representar-los.
Entre els pintors que representen l'escena de l'Adoració dels Reis, poden citar-se Andrea Mantegna, Botticelli, Giotto, Leonardo da Vinci, El Bosco, Velázquez, Rubens, Dürer, entre molts d'altres.
El cinema tampoc és aliè a la figura dels Reis. Des de Vida i passió de Jesucrist(1907), de Ferdinand Zecca, fins a La Nativitat (2006), nombroses pel·lícules han inclòs a aquests personatges en alguna escena.
A la localitat valenciana d'Ibi, hi ha la plaça a la qual donen nom, es troba un dels pocs monuments dedicat a la figura dels tres Reis d'Orient, tan entroncats amb la indústria de la joguina i de forta implantació a la localitat des de principis del segle xx. Aquest monument, de 5.800 quilos, va ser inaugurat el 5 de gener de 1974 i és una obra en pedra calcària de l'escultor granadí Aurelio López Azauste.

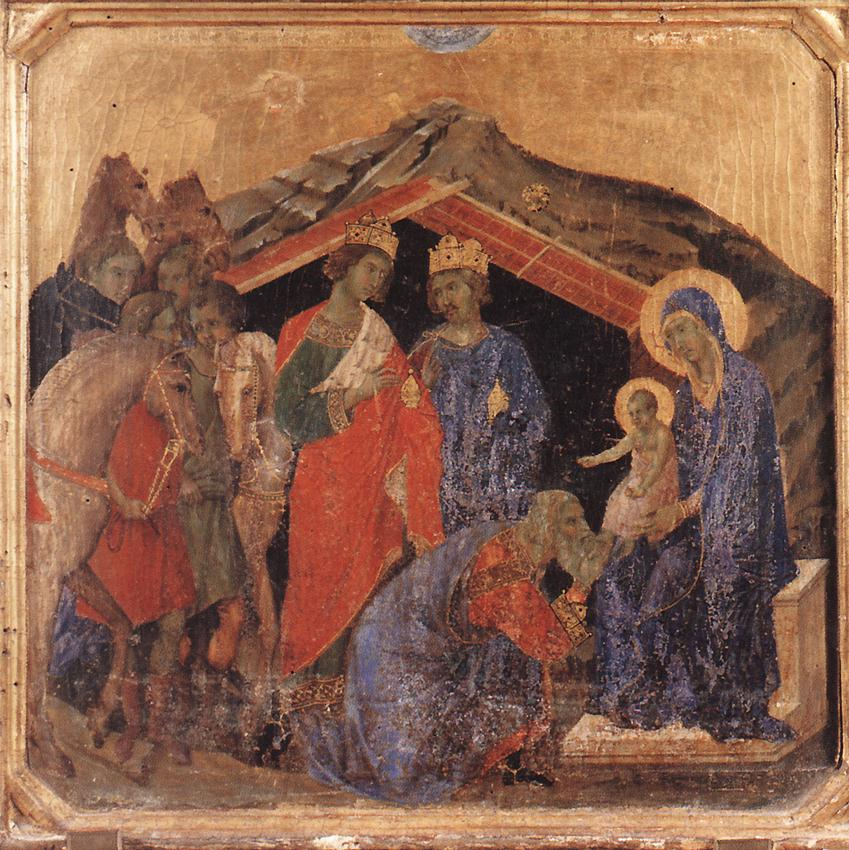
Taula de Duccio di Buoninsegna, segle xiv (Siena, Museo dell'Opera del Duomo)
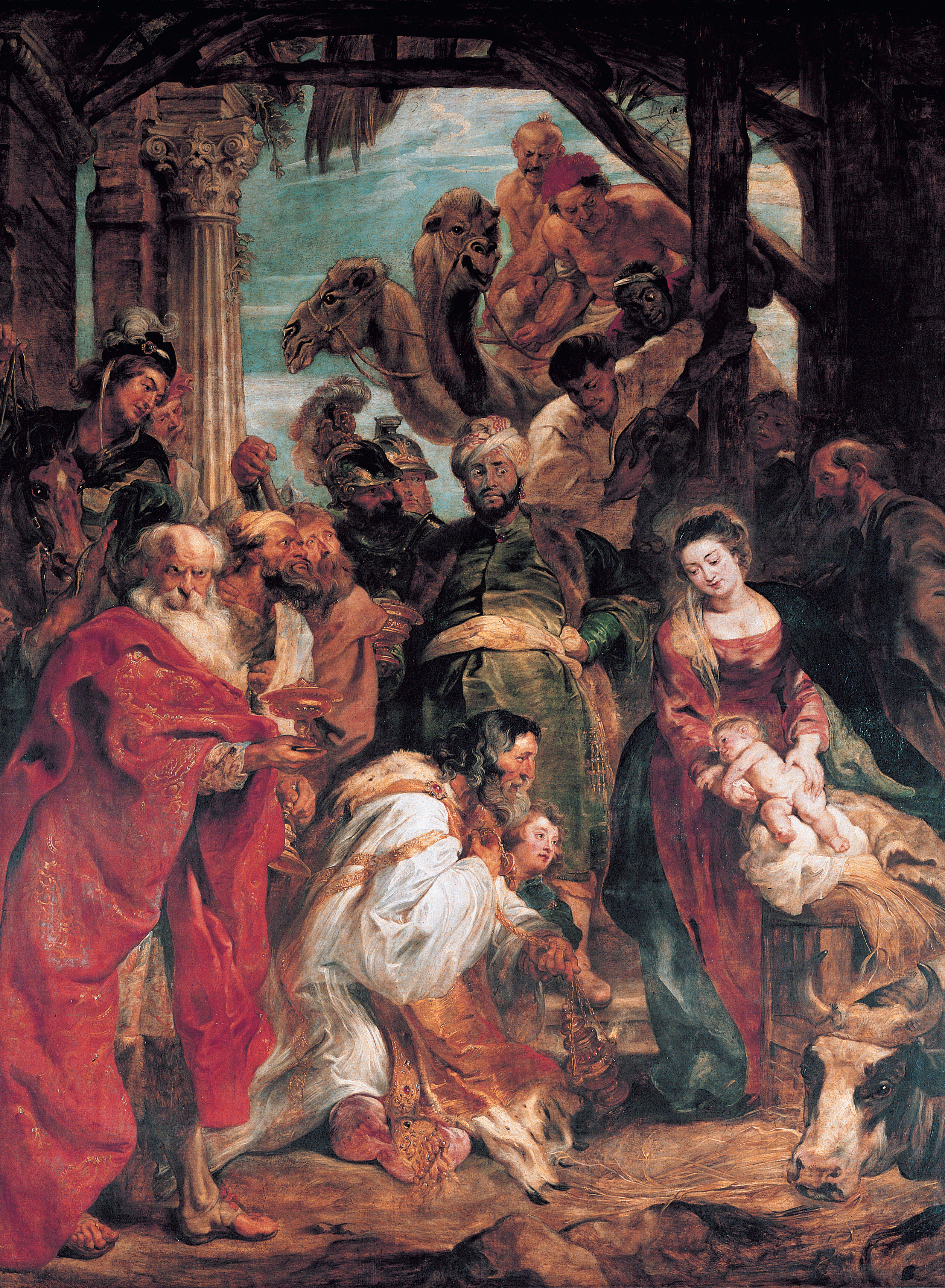
Pintura de P. P. Rubens, 1624 (Anvers, Koninklijk Museum voor Schone Kunsten)
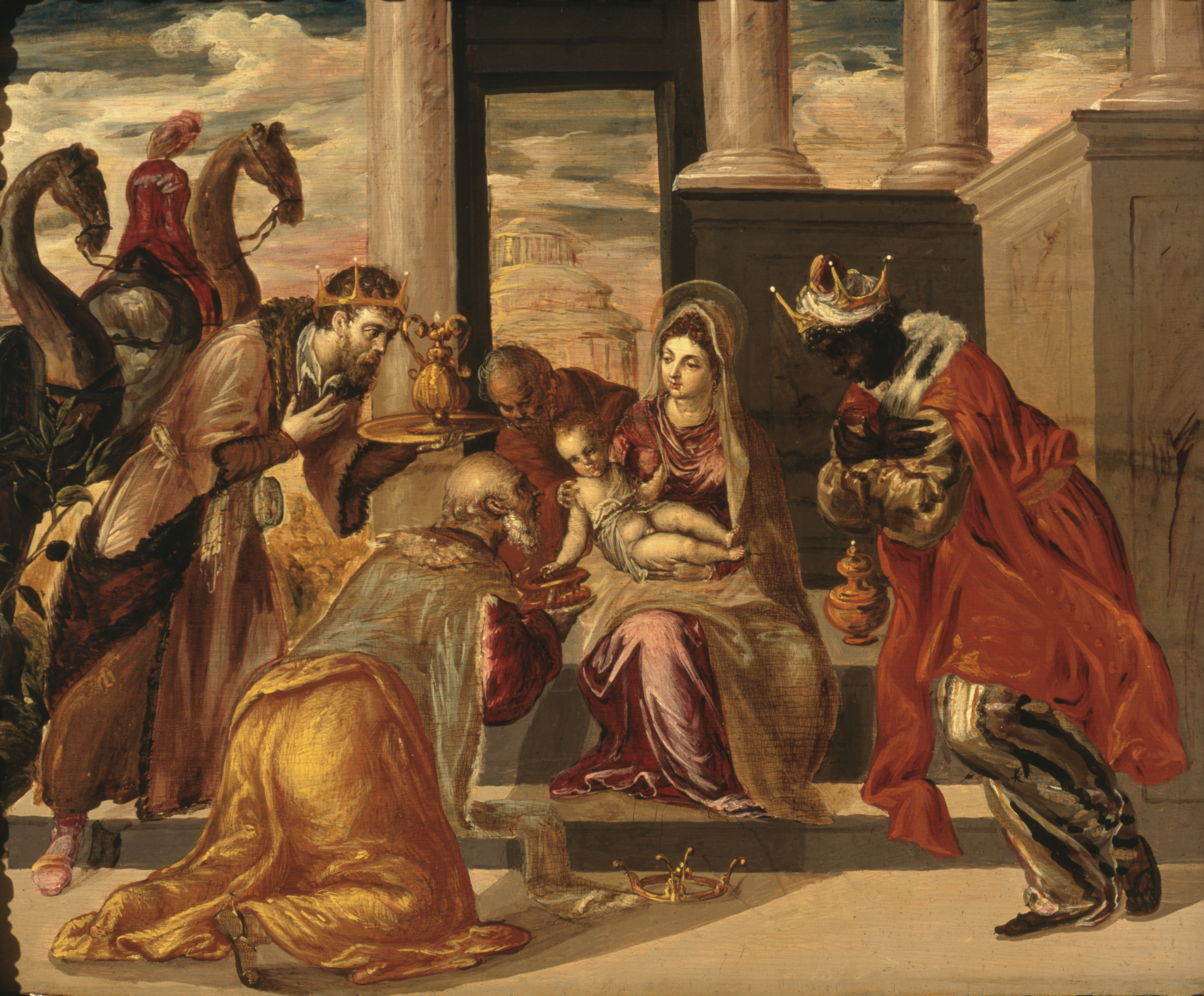
Pintura d'El Greco, 1568 (Museu Soumaya, Ciutat de Mèxic)
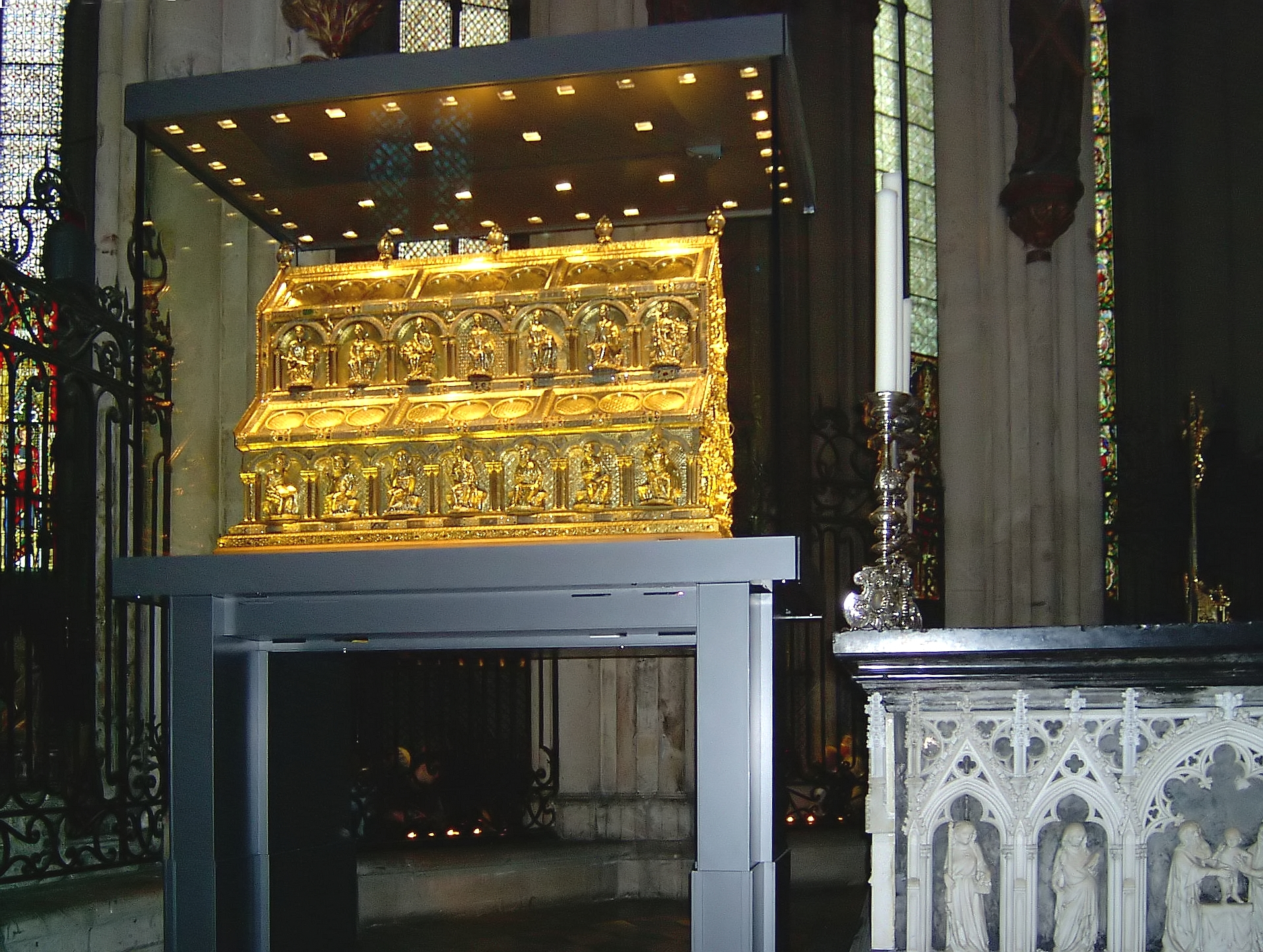
Reliquiari dels Reis d'Orient a la Catedral de Colònia
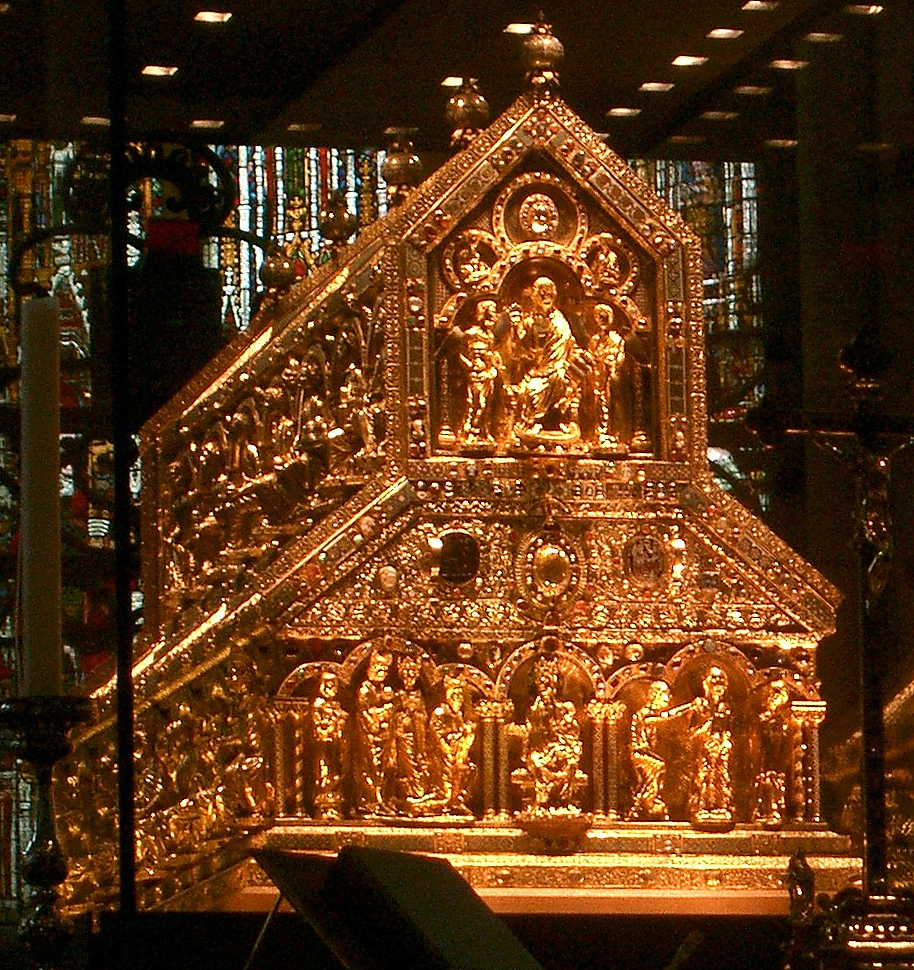
Reliquiari dels Reis d'Orient a la Catedral de Colònia
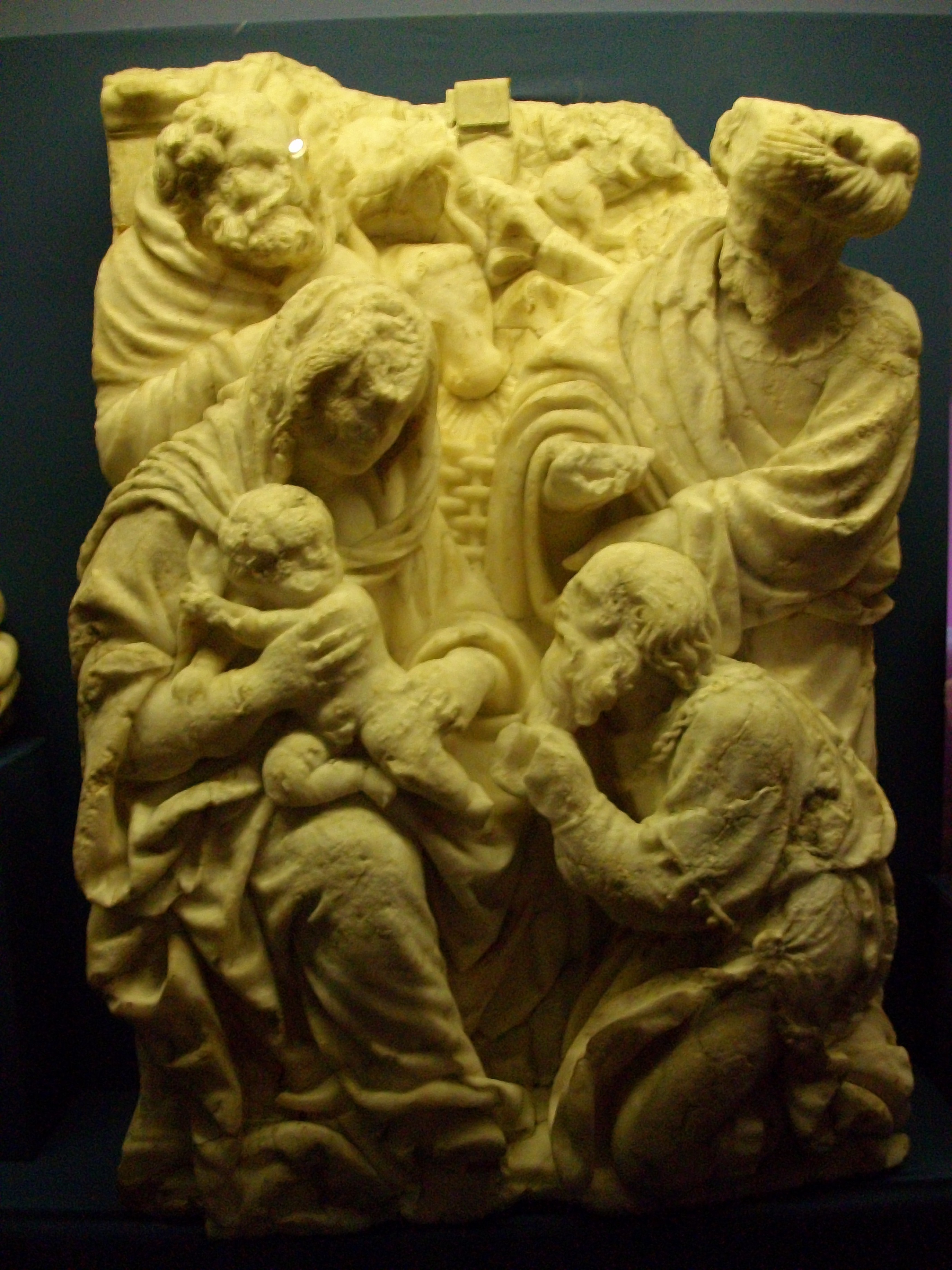
Retaule d'alabastre de Damià Forment, vers 1518. Museu de Saragossa.